# Nils Malmer
Per Nils Johan Alfred Malmer ( * 25 de mayo de 1928 (96 años) , Växjö ) es un profesor, ecólogo y botánico sueco.
Malmer se gradúa en 1957 y obtiene su PhD en 1962 en  ecología vegetal: Studies on mire vegetation in the archaean area of southwestern Götaland (Suecia del Sur)) en la Universidad de Lund.  Fue posteriormente asistente investigador en limnología de 1948 a 1950,  asistente docente en Botánica Sistemática y en ecología vegetal de 1953 a 1959; y  profesor asistente de ecología  de 1959 a 1963. Y de 1963 a 1993, es profesor de ecología vegetal en la Universidad de Lund.
Fue Editor en Jefe de la revista científica Oikos 1989-2004
Fue vicedecano en la Facultad de Ciencias de la Universidad de Lund 1974-1989
Es miembro de la Real Academia de las Ciencias de Suecia (miembro Nº 1255).
Sus últimas investigaciones se enfocan en ciclo del carbono en turberas boreales y árticas. Esos estudios han incluido estudios de la productividad pasadas y presentes y pérdidas en áreas dominadas por Sphagnum.
- Datos: Q5973851